# Peugeot XIDL
Il Peugeot XIDL è un motore diesel per uso automobilistico prodotto dal 1978 al 1982 dalla Casa automobilistica francese Peugeot.

## Caratteristiche
Questo motore a gasolio andò ad affiancare e in seguito a sostituire l'unità XL4D da 1255 cm³ montata sulle Peugeot 204 e 304.

Il motore XIDL era un motore aspirato da 1.5 litri di cubatura, derivante dal motore a benzina XR, del quale conserva non pochi punti in comune. In pratica, le caratteristiche salienti del nuovo motore sono:
- architettura a 4 cilindri in linea;
- alesaggio e corsa: 80x77mm;
- cilindrata: 1548 cc;
- alimentazione a iniezione indiretta;
- rapporto di compressione: 22,5:1;
- testata a due valvole per cilindro;
- distribuzione a un albero a camme in testa;
- valvole in testa;
- potenza massima: 49 CV a 5000 giri/min;
- coppia massima: 86 Nm a 2500 giri/min.

Tale motore conserva tra l'altro la stessa corsa del 1.5 XR a benzina, nonché altre soluzioni, come la distribuzione monoalbero in testa (SOHC).

Questo propulsore è stato montato su:
- Peugeot 305 GLD e SRD (1981-82);
- Peugeot 305 GRD (1979-81);
- Peugeot 304 Break Diesel (1979-80).